# لانگا

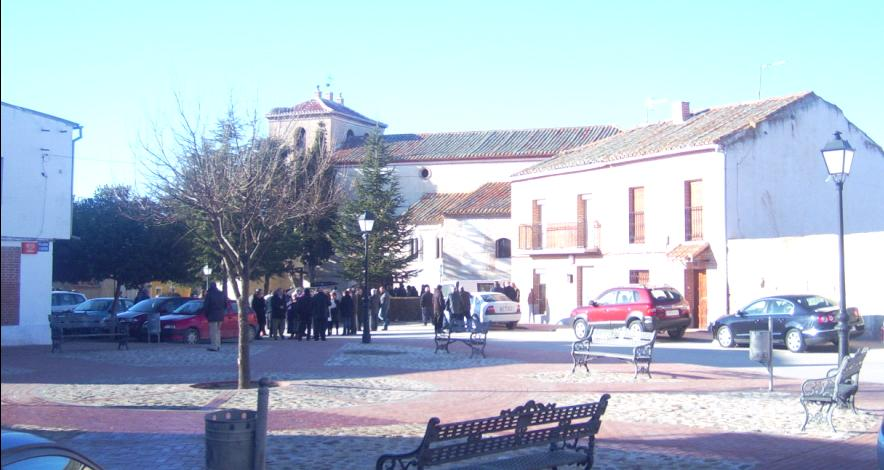
نمایی از دهستان لانگا در استان آبیلای اسپانیا - ۲۰۱۱

لانگا دهستانی در استان آبیلای اسپانیا است.
در این دهستان ۵۸۲ نفر زندگی می‌کنند. مساحت این دهستان ۲۴٫۵۱ کیلومتر مربع است.